# ドリバル・ギドニ・ジュニオール
ドリーヴァ（Doriva）ことドリヴァル・ギドニ・ジュニオール（Dorival Guidoni Júnior、1972年5月28日 - ）は、ブラジル出身の元同国代表サッカー選手、現サッカー指導者。ポジションはミッドフィルダー。

## 経歴
サンパウロFC時代にはACミランを破ってインターコンチネンタルカップ優勝も果たした。
ブラジル代表として10試合以上に出場し、イングランド、イタリア、スペイン、ポルトガルの各リーグでプレイした。しかし、ブラジルでのプレーは100試合にも満たない。

## 代表歴

### 出場大会
- ブラジル代表
  - 1998 FIFAワールドカップ (準優勝)

### 試合数
- 国際Aマッチ 12試合 0得点（1995年-1998年）[1]

| ブラジル代表 | 国際Aマッチ | 国際Aマッチ |
| 年           | 出場        | 得点        |
| ------------ | ----------- | ----------- |
| 1995         | 2           | 0           |
| 1996         | 1           | 0           |
| 1997         | 4           | 0           |
| 1998         | 5           | 0           |
| 通算         | 12          | 0           |